# Raine Maida
Michael Anthony Maida, conosciuto come Raine Maida (Toronto, 18 febbraio 1970), è un cantante e musicista canadese, conosciuto come cantautore del gruppo rock Our Lady Peace.

## Carriera
Nato in Ontario, ha fondato gli Our Lady Peace nel 1992 insieme a Mike Turner.
Nel novembre 2006 ha debuttato da solista con l'EP Love Hope Hero.
Esattamente un anno dopo, nel novembre 2007, è uscito il suo primo album da solista, pubblicato dall'etichetta indipendente Kingnoise Records.
Ha collaborato alla realizzazione dell'album Under My Skin di Avril Lavigne (2004).
È coautore di alcuni brani di Kelly Clarkson tra cui la hit Walk Away.
Ha collaborato anche con The Veronicas, Hilary Duff, Eva Avila, Rex Goudie, David Cook e altri.
Spesso collabora nel ruolo di autore con la moglie Chantal Kreviazuk.
Nel marzo 2013 ha pubblicato il suo secondo album in studio da solista We All Get Lighter.

## Stile
È un contraltista. La sua voce è caratterizzata da un particolare stile di falsetto nasale. Questo suo modo di cantare lo si può sentire in particolare nell'album Gravity.

## Vita privata
Nel 1999 si è sposato con la cantautrice Chantal Kreviazuk.

## Discografia
con gli Our Lady Peace

Solista
- 2006 - Love Hope Hero EP
- 2007 - The Hunter's Lullaby
- 2012 - Pachamama EP I
- 2012 - Pachamama EP II
- 2013 - We All Get Lighter